# Kunchuke Cuo
Kunchuke Cuo (kinesiska: 昆楚克错) är en sjö i Kina. Den ligger i den autonoma regionen Tibet, i den sydvästra delen av landet, omkring 920 kilometer nordväst om regionhuvudstaden Lhasa. Kunchuke Cuo ligger 5 061 meter över havet. Arean är 19,9 kvadratkilometer. Trakten runt Kunchuke Cuo är ofruktbar med lite eller ingen växtlighet. Den sträcker sig 5,9 kilometer i nord-sydlig riktning, och 5,2 kilometer i öst-västlig riktning.
Genomsnittlig årsnederbörd är 202 millimeter. Den regnigaste månaden är augusti, med i genomsnitt 57 mm nederbörd, och den torraste är november, med 1 mm nederbörd.